# Loch Achtriochtan
Loch Achtriochtan is een klein loch in de Schotse vallei Glen Coe, vlak bij de plaats Glencoe. Het loch ligt aan de voet van de heuvelrug Aonach Eagach (Nederlands: getande heuvelrug), vlak naast de A82. Vlakbij lag het dorpje Achtriochtan dat in de 18e eeuw na een overstroming door zijn bewoners werd verlaten.
De rivier Coe wordt gevoed door Loch Achtriochtan en stroomt onder de A82, richting Glencoe.